# 스톡턴 러시
리처드 스톡턴 러시 3세(영어: Richard Stockton Rush III, 1962년 3월 31일~2023년 6월 18일)는 심해 탐사 회사 오션게이트의 공동 설립자이자 최고 경영자로 가장 잘 알려진 미국의 사업가였다. 2023년 6월 18일, 그는 북대서양에 있는 타이타닉의 난파선을 방문하려는 시도 중에 폭발한 오션게이트의 잠수정 타이탄에 타고 있던 다른 4명과 함께 사망했다.

## 타이탄 원정 및 사망
러시는 타이타닉의 잔해를 보기 위해 오션게이트 주식회사 소유의 선박이자 심해 잠수정인 타이탄에 탑승하고 있었는데, 2023년 6월 18일 수상 선박 MV 폴라 프린스와 연락이 끊겼다. 수색 구조 임무에는 미국, 캐나다, 프랑스의 물과 산소 지원이 포함되었다.
6월 22일, 타이타닉의 뱃머리에서 약 490미터(1,600피트) 떨어진 곳에서 잔해들이 발견된 후, 오션게이트는 러시와 탑승한 다른 4명이 "유감스럽지만 사망했다"고 밝혔다. 이후 미국 해안경비대는 기자 회견을 통해, 엄청난 외부 압력에 의한 선체의 치명적인 손실로 잠수정의 잔해들이 흩어졌고, 결과적으로 재앙적 수준의 '내파' 또는 '압축파열'(catastrophic implosion)이 탑승자 전원의 사망을 초래했다고 확인했다.is

## 성격 및 사생활
CBS 기자 데이비드 포그와 함께 한 2022년 팟캐스트에서 러시는 과도한 안전 예방 조치로 인식한 것에 대한 자신의 태도에 대해 "어느 시점에서 안전은 순전히 낭비입니다. 제 말은, 만약 여러분이 단지 안전하기를 원한다면, 침대에서 일어나지도 말고, 차에 타지도 말고, 아무것도 하지도 마세요. 어느 시점에서 어느 정도의 위험을 감수하게 될 것이며, 이는 실제로 위험/보상 문제입니다. 저는 규칙을 어기는 것만큼 안전하게 이것을 할 수 있다고 생각합니다."라고 말했다.
러시는 1986년에 웬디 웨일과 결혼했다. 그 부부는 두 아이를 낳았다. 웬디 웨일 러시는 타이타닉호의 침몰로 사망한 이지도어와 아이다 스트라우스의 증손녀이다. 그녀는 오션게이트의 커뮤니케이션 책임자이다.